# ヒョウモンドジョウ
ヒョウモンドジョウ（豹紋泥鰌、Misgurnus sp.OK）は小型のドジョウ科の魚である。
ヒョウモンドジョウは琉球列島にのみ生息する固有種。2010年には沖縄島で報告され、2017年に標準和名が提唱された。遺伝的多様性が低いことが確認されている。

## 分布
沖縄島、八重山諸島の石垣島・与那国島の、池沼や、水路、水田、河川の泥が堆積した場所などの浅い湿地に生息する。詳しい分布域は不明である。台湾での分布の可能性もある。

## 形態
全長8-12cm。ドジョウによく似ており、体形は太い短く、体高が大きい。口ひげはドジョウよりやや長い。体の表面に眼径より大きな暗色斑点が分布する。雄胸鰭の骨質板は斧状で大きい
。頭部から鰓蓋にかけて、胸鰭に緑がかった金属光沢がある。顔つきはやや丸く、体形はやや太短い。

## 生態
飼育下では1年で成熟し、5年以上生存する。繁殖期は初夏で、降雨などで水没した浅い高水温水域の湿地や水田に移動して産卵する。産卵の要因は不明

## 利用
与那国島では食用としていた情報がある。

## 地方名
- 石垣島　ドンゲー、ドンジー
- 沖縄島　ドンヂョウ、ジュジュウ[2]

## 保全状況
土地開発、河川改修になどにより、保存状態は極めて悪いと推測され、沖縄県では絶滅危惧ⅠA類指定となっているほか、2020年には沖縄県指定希少野生動物に指定され、無許可の採集が禁止された
。石垣島では10年以上にわたり本種の採集例はない。また沖縄島では屋我地島に九州地方や中国系のドジョウが定着しており、近隣の生息地への分散が危惧されている。情報不足（DD）（環境省レッドリスト）